# Projet Aladin
Le Projet Aladin s'appuie sur les leçons de l'histoire et particulièrement celles de la Shoah pour combattre l'extrémisme, l'antisémitisme et l'intolérance contre les musulmans ; pour encourager le dialogue avec le monde arabe et pour s'attaquer à la crise européenne de cohésion sociale. Le Projet Aladin travaille avec des gouvernements, des représentants de la société civile et des enseignants à travers le Moyen-Orient, l'Europe, l'Afrique pour faire de l'éducation un rempart contre la haine et la violence. De nombreux chefs d'État et de gouvernements, ministres, envoyés spéciaux, ambassadeurs et dirigeants religieux et de la société civile d'Europe et du monde musulman se sont réunis à la Maison de l'UNESCO en mars 2009 pour le lancement du Projet Aladin. 
Depuis, le Projet Aladin n'a cessé de s'étendre et de poursuivre ses objectifs à travers une multitude d'initiatives éducatives et culturelles. Les nombreux partenariats avec des organisations internationales, des gouvernements ou encore des organisations non gouvernementales ont renforcé l'impact de ses activités. 
Commun à de nombreuses langues, le nom Aladin est un lien qui transcende les cultures, l'histoire, la géographie, la littérature et la mythologie. La lampe d'Aladin, reprise sur le logo, symbolise les valeurs au cœur du projet : la lumière et la transmission de la connaissance et du savoir.

## Actions
- La bibliothèque Aladin : une source de connaissances multilingue et interculturelle
- Collection Histoire Partagée : une histoire commune pour construire un avenir meilleur
- Lutter contre l'intolérance dans la formation des jeunes théologiens
- Apprendre des leçons de la Shoah pour lutter contre la haine et la radicalisation
- Former les futurs leaders à la paix et à la cohésion sociale
- Combattre le virus de la haine au cœur des écoles, universités et clubs sportifs
- Développer un programme d'éducation à la tolérance pour les écoles